# Neolitsea chinensis
Neolitsea chinensis là loài thực vật có hoa trong họ Nguyệt quế. Loài này được (Gamble) Chun miêu tả khoa học đầu tiên năm 1927.